# ロドリー・ウィリアムズ
ロドリー・ウィリアムズ（Rhodri Williams、1993年5月5日 - ）は、ウェールズのラグビーユニオン選手。ユナイテッド・ラグビー・チャンピオンシップのドラゴンズに所属している。

## 経歴
2010年にランダベリーRFC、2011年にスカーレッツに加入。
2013年1月、U20ウェールズ代表に選出された。U20シックス・ネーションズと、IRBジュニア世界選手権（ウェールズは準優勝）に出場した。
2013年11月22日、ウェールズ代表として、トンガ代表戦で後半途中から出場し、代表初キャップを獲得した。
2015年、7人制ウェールズ代表に招集され、香港セブンズ、日本セブンズに出場。2016年、ロンドンセブンズでボウル優勝に貢献した。
2016年2月1日、イングランド2部に降格したブリストル・ベアーズに加入。2季目2017-18シーズンには、チームの1部昇格に貢献した。
2018-19シーズンから、ウェールズのドラゴンズに移籍。
2018年と2019年にバーバリアンズのメンバーに選ばれた。
2020-21シーズンと2021-22シーズンに、ドラゴンズのキャプテンに任命された。